# Оронт
Оронт (арап. ‎نهر العاصي , тур. Asi Nehri, грч. Ὀρόντης) или Аси је 571 km дуга река на Леванту.
Река извире на источној страни долине Бека одакле тече на север. После пада од неких 600 m кроз стеновиту клисуру шири се у језеро Хомс које је настало изградњом бране у античко доба. Долина реке Оронт је богато пољопривредно подручје. Река протиче кроз сиријски град Хомс и древну Антиохију (данас Антакија у Турској). У Средоземно море улива се код места Самандаги у Турској.
На овој реци се одиграла знаменита Битка код Кадеша 1274. године п. н. е, између фараона Рамзеса II и хетитског краља Мутавалија II. На реци Оронт су вођене битке и касније, 853. п. н. е. (Асирци против краљева Каркара), и 637. (Византинци против Арапа).